# Heutrégiville
Heutrégiville  là một xã thuộc tỉnh Marne trong vùng Grand Est đông nam nước Pháp. Xã này nằm ở khu vực có độ cao trung bình 94 mét trên mực nước biển.
Thị trấn nằm bên tả ngạn sông Suippe, sông chảy theo hướng tây bắc qua thị trấn.